# 中澤沙耶
中澤 沙耶（なかざわ さや、1996年5月14日 - ）は、日本将棋連盟（関西本部）所属の女流棋士。女流棋士番号は53。杉本昌隆八段門下。愛知県一宮市出身。愛知県立丹羽高等学校卒業、名城大学都市情報学部卒業。

## 棋歴

### 女流プロになるまで
小学4年生のとき地元の児童館の将棋教室で将棋を始めた。尾張一宮将棋同好会に入会、その後2009年1月に東海研修会に入会。
2013年7月、高校2年生のときに研修会でC1クラスに昇級し、女流3級資格を得た。
中高時代の2011年-2014年の間に、「女流棋士昇段規定」の「女流1級」に相当する「女流棋戦本戦入り」を延べ4回達成した実績があり（別記「#アマチュア時代の戦績」参照）、この場合は女流2級に昇級となることから、中澤は女流3級の資格を得た時点で女流2級への昇級が可能な状況であった。
2015年3月、大学入学が決まったためプロ入りを決断。すでに取得していた資格申請を以って4月1日付での女流2級（プロ入り）が内定した。
アマチュア時代は、2010年8月、中学2年生のときに第2回中学生女子名人戦準優勝（優勝者は1学年上の長谷川優貴）、同年9月には女子アマ王位戦名古屋大会で優勝。2011年には第20回アマチュア女王戦で優勝、第43期女流アマ名人戦で優勝。2013年、高校1年生のときに出場した全国高等学校将棋女子選抜大会では準優勝。（優勝者は同郷で親しい脇田菜々子）
また、女流プロのタイトル棋戦では、第5-6期マイナビ女子オープン（2012、2013年）で本戦入り（いずれも1回戦で敗退）。また、第35-36期女流王将戦（2013、2014年）で本戦入りした（いずれも2回戦で敗退、本戦1勝1敗）。
地元愛知では既に有名だった、藤井聡太の小学生前からを知る１人である。杉本への弟子入りが藤井より遅かったため、中澤にとって藤井は「年少の兄弟子」（藤井から見れば「年長の妹弟子」）にあたる。

### 女流プロ入り後
2015年4月1日付で女流2級としてプロ入り。
プロ入りしてすぐ頭角を現す。第23期倉敷藤花戦で、プロデビュー戦となる1回戦（4月9日）で北村桂香に勝つと、2回戦（5月16日）では長谷川優貴に勝利。6月20日の3回戦では山根ことみを破り、ベスト8に進出。規定により、早くも女流1級への昇級を果たした。準々決勝では里見香奈に敗れた。また、2015年度の公式戦成績を13勝7敗とし、昇級・昇段規定の「女流1級で年度成績指し分け以上（7勝以上）」により、2016年4月1日付で女流初段へ昇段した。
2016年の女子将棋YAMADAチャレンジ杯でベスト4進出。2018年8月19日に公開対局として行われたYAMADA女流チャレンジ杯では、山根ことみ（準決勝）と石本さくら（決勝）を破り、初の棋戦優勝をした。

## 人物
趣味はミサンガ作り、ピアノ弾き語り（2015年3月現在）
中学時代は手芸調理部、高校時代は卓球部に所属。
2018年より栄 (名古屋市)で東海地区初の女性限定将棋教室・栄将棋教室レディースセミナーの講師を務めるなど地元での普及活動にも熱心である。

## 昇段履歴
研修会
- 2009年01月00日 ： 東海研修会入会（F2クラス）[5]
- 2010年04月04日 ： E1クラス昇級 [23]
- 2010年05月29日 ： D2クラス昇級 [24]
- 2011年02月06日 ： D1クラス昇級 [25]
- 2012年08月19日 ： C2クラス昇級 [26]
- 2013年07月14日 ： C1クラス昇級（女流3級資格）[6][7][8]
- 2013年12月29日 ： B2クラス昇級 [3][27]

女流棋士
- 2015年04月01日 ： 女流2級（女流3級資格かつ女流1級相当成績〈マイナビ女子オープン、女流王将戦本戦入り〉）[3]
- 2015年06月20日 ： 女流1級（倉敷藤花戦ベスト8）[17]
- 2016年04月01日 ： 女流初段（年度成績指し分け以上・7勝以上／2015年度13勝7敗）[18][28]
- 2022年05月07日 ： 女流二段（勝数規定／女流初段昇段後70勝）[29]

## 主な成績

### 棋戦優勝
- YAMADA女流チャレンジ杯 1回（第4回 = 2018年）

### 在籍クラス
| 2021 | 1 | 順位決定トーナメント戦37位 | 順位決定トーナメント戦37位 | 順位決定トーナメント戦37位 | 順位決定トーナメント戦37位 | 順位決定トーナメント戦37位 |     |
| 2022 | 2 |                            |                            |                            | C13                        |                            | 4-4 |
| 2023 | 3 |                            |                            |                            | C11                        |                            | 5-3 |
| 2024 | 4 |                            |                            |                            | C07                        |                            | 4-4 |
| 2025 | 5 |                            |                            |                            | C09                        |                            |     |
| 女流順位戦の 枠表記 は挑戦者。右欄の数字は勝-敗(番勝負/PO含まず)。 順位戦の右数字はクラス内順位 ( x当期降級点 / *累積降級点 / +降級点消去 ) |   |                            |                            |                            |                            |                            |     |

### 年度別成績
女流公式棋戦
- 2024年度
  - 年度成績 23局 11勝12敗（勝率0.4782）[30]
  - 通算成績 218局 117勝101敗（勝率0.5366）〈2025年3月31日対局分まで〉[31]

公式棋戦（「男性棋戦」）
- 2024年度
  - 年度成績 0局 -勝-敗（勝率 -.----）[32]
  - 通算成績 1局 0勝1敗（勝率0.0000）〈2025年3月31日対局分まで〉[31]

### アマチュア時代の戦績
- マイナビ女子オープン
  - 第5期（2011年） - 予選2勝0敗、本戦0勝1敗（女流1級昇級要件に相当〈本戦入り〉、チャレンジマッチ5勝1敗）
  - 第6期（2012年） - 予選2勝0敗、本戦0勝1敗（女流1級昇級要件に相当〈本戦入り〉= 2年連続）
  - 第7期（2013年） - 予選0勝1敗
- 女流王将戦
  - 第34期（2012年） - 予選0勝1敗
  - 第35期（2013年） - 予選2勝0敗、本戦1勝1敗（女流1級昇級要件に相当〈本戦入り〉）
  - 第36期（2014年） - 予選3勝0敗、本戦1勝1敗（女流1級昇級要件に相当〈本戦入り〉= 2年連続）
- 女流王座戦
  - 第1期（2011年） - 予選2勝1敗
  - 第2期（2012年） - 予選2勝1敗
  - 第3期（2013年） - 予選1勝1敗
  - 第4期（2014年） - 予選0勝1敗
- 女流最強戦
  - 第6回（2012年） - 0勝1敗